# In Memoriam, Henry Havelock

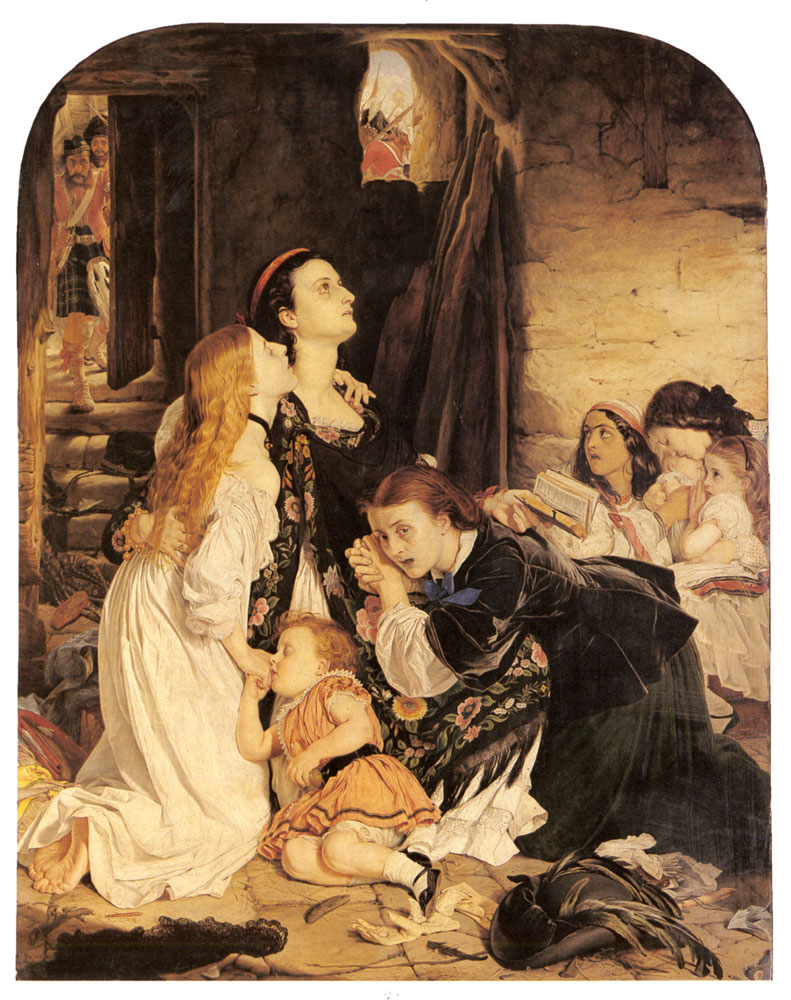
In Memoriam, Henry Havelock

In Memoriam, Henry Havelock ist ein Gemälde des schottischen Malers Sir Joseph Noel Paton. Er schuf es 1857/1858 unter dem Eindruck der Nachrichten über den Indischen Aufstand, die ab Juni 1857 die britische Öffentlichkeit erreichten. Besonders erschüttert zeigte sich die britische Öffentlichkeit über die Nachrichten über die Belagerung von Kanpur, die zahlreichen Morde an Zivilisten im aufständischen Delhi und das Massaker an wehrlosen Frauen und Kindern im Bibighar. Für die britische Öffentlichkeit waren insbesondere die in Kanpur erfolgten Massaker ein Ereignis traumatischen Ausmaßes, welche die britische Öffentlichkeit stärker beschäftigten als der an Opfern deutlich verlustreichere Krimkrieg. Zeitgenossen wie der Historiker George Trevelyan bezeichneten die Belagerung als „die schrecklichste Tragödie unseres Zeitalters“ oder „das größte Desaster für unsere Rasse“.
Das Gemälde zeigt eine Gruppe verängstigter Kinder und Frauen, die sich in einem Raum zusammengedrängt haben. Die ursprüngliche Version des Bildes zeigte in der geöffneten Tür einen der aufständischen Sepoys. Als das Gemälde im Sommer in der Royal Academy ausgestellt wurde, reagierte das britische Publikum auf das Gemälde sehr heftig. Vor dem Hintergrund der ausführlichen Berichterstattung in den britischen Medien war den Betrachtern offensichtlich, dass das Gemälde die Gruppe im Vordergrund vor ihrer unmittelbar bevorstehenden Ermordung zeigte. Joseph Noel Paton zog daraufhin das Gemälde wieder zurück und übermalte es. Anstelle des aufständischen Sepoys zeigt es nun im Hintergrund ein herannahendes schottisches Regiment. Auch der Titel In Memoriam, Henry Havelock weist auf einen glücklichen Ausgang für die Gruppe im Vordergrund hin. Henry Havelock († 1857) gehörte zu den Offizieren, deren Truppen in Indien maßgeblich daran beteiligt waren, belagerte Garnisonstädte wie Kanpur wieder für die Briten zurückzuerobern. 

## Belege
1. ↑  siehe dafür die ausführliche Studien von Christopher Herbert: War of no Pity. The Indian Mutiny and Victorian Trauma, Princeton University Press, Princeton 2008, ISBN 978-0-691-13332-4.
2. ↑   Beide Zitate stammen aus George Trevelyan: Cawnpore, 1865 – zitiert nach Herbert, S. 183.
3. ↑   James, S. 286.